# Maridalsvannet
Maridalsvannet ist der größte See in Oslo im Maridalen und liegt zwischen Nordmarka und Lillomarka. Der See hat eine Fläche von 3,83 km² und liegt 149 Meter über dem Meeresspiegel. Maridalsvannet ist Teil des Nordmarksvassdraget und führt sein Wasser in den Süden ab durch die Akerselva.
Der See ist Oslos Trinkwasser-Reservoir und deckt etwa 90 % von Oslos Wasserverbrauch. Das Wasser wird in der Nähe in der Oset-Kläranlage behandelt.
Einer der größten Zuflüsse, die in den Maridalsvannet münden, kommt aus dem Skjærsjøen im Nordwesten und passiert das Kraftwerk Hammeren, das älteste Wasserkraftwerk Norwegens.

## Oktober 2007: Verunreinigtes Trinkwasser in Oslo
Am 17. Oktober 2007 gab es eine Trinkwasserwarnung für das Wasser aus dem Maridalsvannet. Man hatte an drei Stellen Giardia-intestinalis-Parasiten im Trinkwasser entdeckt, das durch die Oset-Kläranlage gekommen war.
Am 21. Oktober war das Trinkwasser in Oslo wieder genießbar.